# Zofia Zyta Woroniecka
Zofia Zyta Woroniecka (ur. 27 kwietnia 1908 w Młodzianowie, zm. 10 sierpnia 1983 w Brzózkach koło Milanówka) − polska księżniczka herbu Korybut. Bohaterka głośnego skandalu obyczajowo-kryminalnego w latach 30. XX wieku, zabójczyni swojego narzeczonego.

## Dzieciństwo i dorastanie
Urodziła się w majątku Młodzianowo pod Makowem Mazowieckim, jako najmłodsze dziecko z piątki rodzeństwa. Była faworytką swojej matki, która starała się zapewnić jej jak najlepszy start. Zyta Woroniecka uzyskała staranną edukację. Początkowo uczęszczała do Gospodarczej Szkoły dla dziewcząt przy klasztorze w Zbylitowskiej Górze pod Tarnowem, następnie została posłana do szkoły sióstr niepokalanek w belgijskim Liège.

## Ślub z Janem Töpferem
W listopadzie 1930 roku wzięła ślub z inżynierem Janem Töpferem. Zdaniem Kamila Janickiego jedną z możliwych przyczyn zawarcia tego morganatycznego małżeństwa była chęć zemsty na rodzinie za surowe wychowanie i edukację. Związek ten jednak zakończył się po niespełna dwóch miesiącach, kiedy Toepfer przestał się łudzić, że otrzyma posag. Takie ujęcie problematyki nie znajduje odzwierciedlenia w zachowanej korespondencji rodzinnej i testamencie matki z 1930 r.

## Związek z Janem Boyem

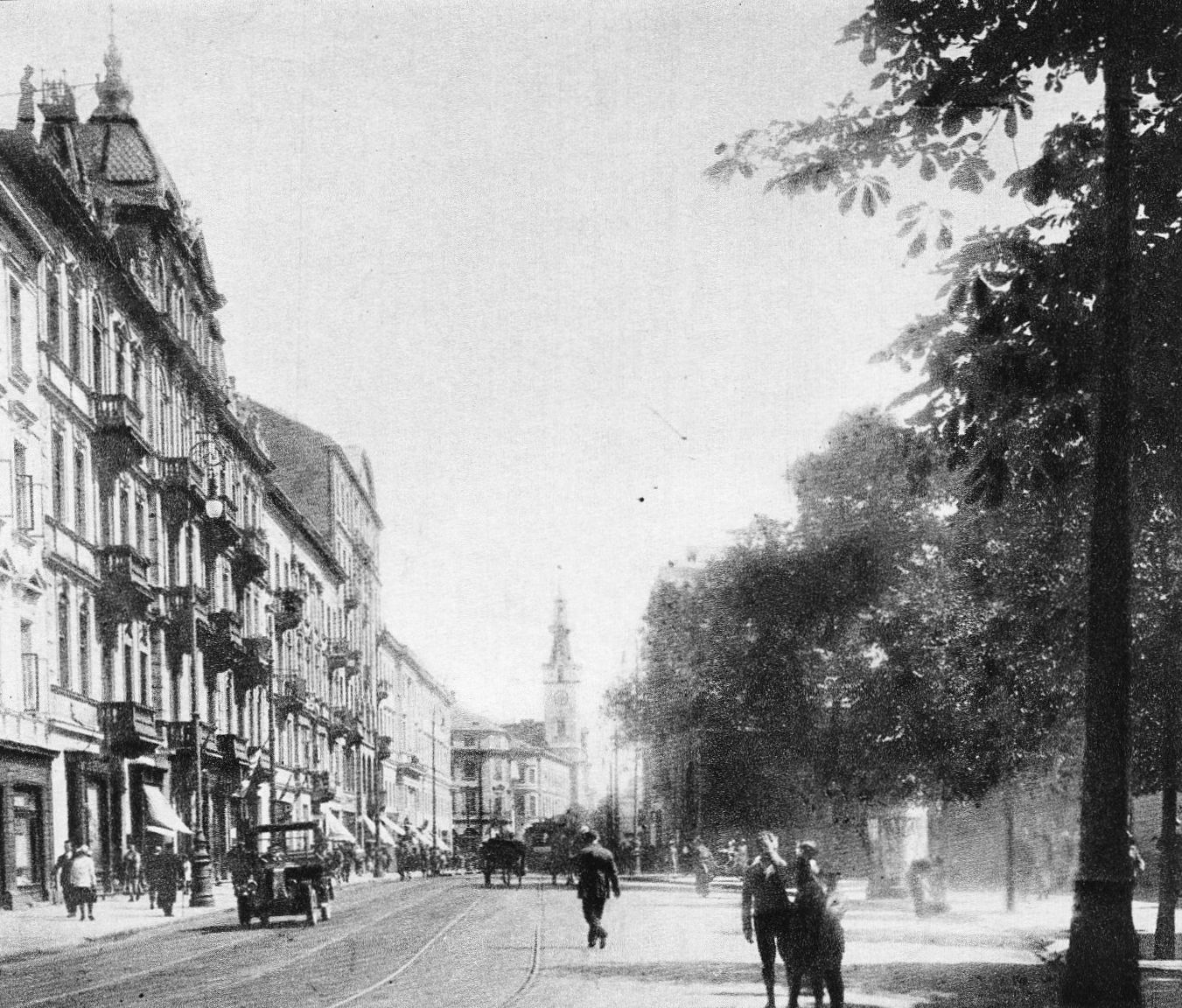
Ulica Senatorska w Warszawie przed II wojną światową

W 1931 Woroniecka zawarła znajomość z Janem Brunonem Boyem, właścicielem eleganckiego sklepu „Boy i Spółka” w Warszawie przy ulicy Senatorskiej 31. Boy miał także opinię łowcy posagów, szybko więc doszło do zaręczyn (24 lipca 1931). Jedyne, czego nie wziął pod uwagę, to fakt, że Zyta pomimo wysokiego stanu społecznego, reprezentowała podupadłą finansowo gałąź rodu Woronieckich, co szybko wyszło na jaw. Boy stracił wszelkie zainteresowanie swoją narzeczoną, co więcej, postanowił się jej pozbyć i ponownie zapolować na posag. W tym celu stosował wszelkie metody, włączając w to grubiańskie zachowanie czy liczne wyjścia do domów publicznych. Znalazł też sobie nową kandydatkę na narzeczoną (Stefanię Jennerównę, córkę łódzkiego bankiera, poznaną podczas jazdy w pociągu). Pomimo tego Woroniecka nadal trwała przy Boyu.
Jednak w miarę trwania romansu z Jennerówną Woroniecka była coraz bliższa załamania nerwowego. 20 listopada 1931, w mieszkaniu nad sklepem narzeczonego, zdesperowana arystokratka podczas kłótni z Boyem wyciągnęła nieustalonego pochodzenia rewolwer i zagroziła, że się zabije, jeśli nie zawrą małżeństwa. Boy wręcz zachęcał ją do samobójstwa, w odpowiedzi na to Woroniecka oddała 7 celnych strzałów w jego kierunku.

## Proces sądowy i wyrok
Woroniecka została aresztowana parę godzin po zabójstwie Boya. Przewieziono ją do warszawskiego więzienia przy ul. Dzielnej, gdzie miała oczekiwać na proces sądowy. Jednak 28 stycznia 1932 na wniosek rodziny, obawiającej się o jej zdrowie psychiczne, została przeniesiona do szpitala psychiatrycznego w Tworkach. Po trzech miesiącach pobytu w tej placówce, Woroniecką określono jako poczytalną i odesłano z powrotem do więzienia. Datę procesu sądowego wyznaczono na 6 czerwca 1932.
Rozprawa została utajniona. Woroniecka została uznana za winną zastrzelenia Boya, jednak skład sędziowski dopatrzył się wielu okoliczności łagodzących. Jednym z nich był szereg zniewag uczynionych przez Boya w stosunku do Woronieckiej, zwłaszcza w okresie jego romansu z Jennerówną. Wobec tego Woroniecka została skazana na trzy lata twierdzy, z aresztem zaliczonym na poczet kary. Przy możliwej karze śmierci, wyrok ten był stosunkowo łagodny. Kilka miesięcy przed końcem upływu kary została ułaskawiona przez prezydenta Ignacego Mościckiego.

## Życie po procesie
Po odbyciu kary Woroniecka wróciła do majątku rodzinnego. Spędziła tam cały okres aż do wybuchu II wojny światowej. Później według niepotwierdzonej źródłowo cząstkowej informacji miała współpracować z ruchem oporu, przez co w 1943 r. rzekomo została osadzona przez Gestapo w Pawiaku na pół roku. Po 1945 r. mieszkała w Mogielnicy, gdzie wraz z siostrą Alicją zajmowała się rodzicami. Później za biżuterię matki kupiła domek w okolicach Grójca, a po śmierci siostry mieszkała w Piastowie, a następnie we własnym domku w Brzózkach koło Milanówka.